# 松岡憲治
松岡 憲治（まつおか けんじ、1936年1月30日- 2019年12月8日）は、日本のタレント、俳優。岐阜県大垣市出身。岐阜県立大垣南高等学校、早稲田大学政治経済学部政治学科卒業。

## 来歴・人物
早稲田大学卒業後、ラジオ東京（現在のTBS）に入社。以後、1996年の定年退職までスポーツ局員のち制作局員として番組制作に従事。在職時に「モーニングEye」で人生相談コーナーを担当。定年退職後に田辺エージェンシーに所属、タレント、俳優活動を開始した。
2019年12月8日に83歳で死去した。本人の意思により、葬儀は執り行われず、墓も持たないこととなった。供花、香料の義は固く辞退している。
本人の辞世の言葉によれば、「思えば愉快な一生でありました。一片の悔いるところありません。憂き世に思い残すことなしの心境であります」とのことだった。

## 主な出演

### TBS在職時
- 「YKKアワー キックボクシング中継」（解説者）
- 「ぎんざNOW!」（木曜日レギュラー）
- 「モーニングEye」（木曜10時台「女の人生相談 どうすりゃいいの?」相談員）

### 定年退職後
バラエティ番組
- 「森田一義アワー 笑っていいとも!」（フジテレビ、1996年10月 - 2000年3月） - 水曜日→月曜日→水曜日レギュラー
- 「笑っていいとも!増刊号」（フジテレビ、1996年10月 - 2000年3月）
- 「笑っていいとも!特大号」（フジテレビ、1996年12月25日 - 1999年12月29日）
- 「ここがヘンだよ日本人」（TBS）
- 「ダウンタウンDX」（読売テレビ）
- 「ライオンのごきげんよう」（フジテレビ、1999年12月17日・20日・21日）
- 「激マジ!!〜ティーンのホンネ〜」（テレビ朝日）
- 「リングの魂」（テレビ朝日）

ドラマ
- 「大好き!五つ子シリーズ」（TBS、第2～4作）   - 大平松之助 役
- 「安岡課長の殺人会議～リストラまで30日～」（1999年9月10日、フジテレビ）[1] - 牧村 役[2]

ラジオ
- 「タモリで失敬!」（TBSラジオ）
- 「松崎菊也のいかがなものか!?」（TBSラジオ、1998年） - 不定期
- 「小堀さんのRadio DAYS」（CBCラジオ）
- 「TOKYO BAY MORNING」（bayfm、1997年2月17日）スペシャルウィークゲスト